# Феърфакс
Вижте пояснителната страница за други значения на Феърфакс.
Феърфакс (на английски: Fairfax) е град във Вирджиния, Съединени американски щати. Намира се на 20 km западно от центъра на Вашингтон. Населението му е 24 097 души (по приблизителна оценка за 2017 г.).

## Личности
Родени във Феърфакс
- Джейсън Судейкис (р. 1975), актьор

Починали във Феърфакс
- Джоузеф Инрайт (1910 – 2000), офицер

Други личности, свързани с Феърфакс
- Джеймс Бюканън (р. 1919), икономист, преподава в града от 1983